# Karen Kronemeyer
Karen Kronemeyer (Melbourne, 30 april 1981) is een Nederlandse squashspeelster.
Haar vader is Nederlands en haar moeder Australisch. Een groot deel van haar leven bracht ze door in Melbourne. Ze bezit twee paspoorten. Ze begon op 15-jarige leeftijd met squash en speelt rechtshandig. Op 24 mei 2006 werd bekendgemaakt dat ze voor twee jaar was geschorst door de Nederlandse squashbond wegens het gebruik van doping. In haar urine werd het verboden stimulerende middel benzylpiperazine aangetroffen. Dit monster werd afgenomen in februari eerder dat jaar bij de Nederlandse kampioenschappen, waar ze als derde eindigde. Het was voor het eerst dat een Nederlandse squasher werd betrapt. Ze stond op dat moment 37e op de wereldranglijst. Later werd deze schorsing terug gebracht tot een lengte van 1 jaar. De Beroepscommissie achtte Kronemeyer niet aansprakelijk, maar wel verantwoordelijk en korte daarom haar straf in.
Ze woont in Den Haag en haar hobby's zijn surfen, biljarten en PlayStation spelen.